# 스윙글 싱어즈

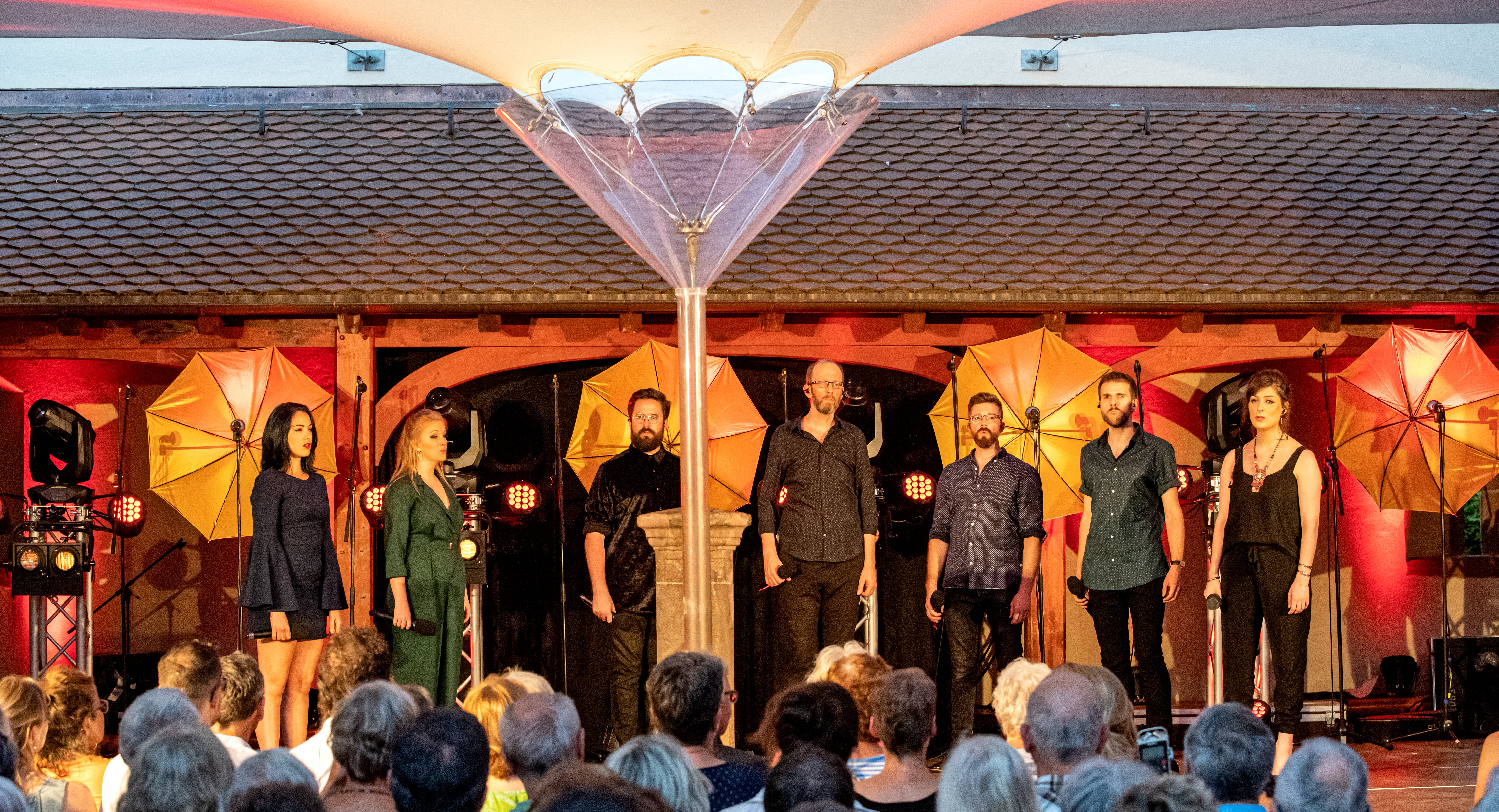
2019년 6월 29일 Kirchzarten (독일)의 검은 숲의 목소리 축제에서의 스윙 얼스

스윙글싱어즈(Swingle Singers)는 영국 출신의 혼성 8인조 클래식 재즈 아카펠라 음악 그룹이다. 1963년 워드 스윙글(Ward Swingle)에 의해 결성되었다.

## 개요
클래식과 재즈를 훌륭하게 융합시켜 세련된 보컬 그룹으로 절찬을 받은 프랑스의 코러스 그룹. 리더인 워드 스윙글은 1927년 미국의 앨라배마주 모빌 태생. 소년시절부터 피아노를 배워 노래나 알토 색소폰 주자로서 일을 하였으며, 1951년에 신시내티 음악원에서 석사 학위를 받고 파리에 유학하였다. 1956년에는 그 곳의 영주권을 얻었다. 유명한 발레단의 피아니스트로 있는 한편 모던 재즈 코러스의 블루 스타나 더블 식스 오브 패리스와 함께 일을 하였으며 1962년에는 클래식 분야의 8명으로 이루어지는 스윙글 싱어스를 결성, 음반의 <재즈 제바스티안  바흐>로 일약 세계의 각광을 받아 명성을 획득하였다.

## 멤버
- Tobias Hug(베이스)
- Jeremy Sadler(베이스)
- Tom Bullard(테너)
- Richard Eleson(테너)
- Johanna Marshal(알토)
- Kineret Erez(알토)
- Joanna Forbes(소프라노)
- Meinir Thomas(소프라노)